# Tiliacora klaineana
Tiliacora klaineana là một loài thực vật có hoa trong họ Biển bức cát. Loài này được Diels miêu tả khoa học đầu tiên.